# Grimsley, Tennessee
Grimsley är en ort i Fentress County i delstaten Tennessee, USA.